# Mary Read
Mary Read (ur. pod koniec XVII w. w Londynie, zm. ok. 1720) – angielska piratka. 

## Życiorys
Nie ma wiele informacji na temat wczesnych lat Mary Read. Źródła wskazują jednak, że kobieta urodziła się po śmierci swojego ojca. Kilka lat później zmarł jej brat. W tamtych czasach w Królestwie Anglii tylko mężczyźni mogli dziedziczyć majątek (ścisła męska primogenitura majątkowa). Matka Mary, jako wdowa samotnie wychowująca dziecko chciała uchronić się przed biedą, więc przebierała swoją córkę za chłopca.

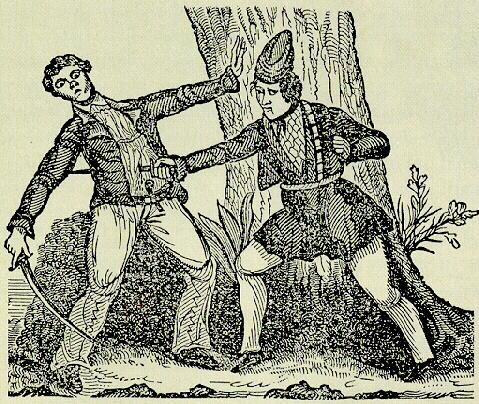
Mary Read

Podająca się za chłopca Mary pracowała jako posłaniec, a później zaciągnęła się do wojska. Walczyła we Flandrii i zdobyła różne odznaczenia. Zakochała się w żołnierzu i gdy wyjawiła mu swoją prawdziwą płeć wyszła za niego za mąż. Porzucili armię i prowadzili gospodę. Jej mąż zmarł w 1717 r.. Mary znów musiała się przebierać. Zaciągnęła się do wojska i wyruszyła do Holandii. Potem weszła na pokład statku, który płynął do Indii Zachodnich. Statek, na którym płynęła, został zaatakowany przez piratów, w tym przez Anne Bonny i Calico Jacka. Annie i Mary zaprzyjaźniły się. Mary wyjawiła jej swoją prawdziwą płeć, wkrótce o tym sekrecie dowiedziała się cała załoga, ale zaakceptowano drugą kobietę na pokładzie. Gubernator Bahamów wysłał list gończy za załogą Calico Jacka. W 1720 roku zostali zaatakowani. Mężczyźni byli wówczas pijani i tylko kobiety broniły statku, ale im się to nie udało. W listopadzie 
1720 piraci zostali osądzeni za piractwo. Mary i Annie były w ciąży, więc wstrzymano egzekucję. Mary nie musiała stawić czoła szubienicy, zmarła w więzieniu.